# Сольбаккен, Столе
Сто́ле Сольба́ккен (норв. Ståle Solbakken; род. 27 февраля 1968, Конгсвингер, Хедмарк) — норвежский футболист и футбольный тренер. Выступал на позиции полузащитника, играл за национальную сборную Норвегии. В 2011—2012 годах был главным тренером немецкого «Кёльна». С 1 июля 2012 по 5 января 2013 года проработал в качестве главного тренера английского клуба «Вулверхэмптон Уондерерс». С лета 2013 года по осень 2020 года возглавлял датский «Копенгаген». С 2020 года — главный тренер  национальной сборной Норвегии.

## Карьера игрока

### Клубная
Начинал свою футбольную карьеру в норвежском клубе «Груэ». Отыграв в нём три сезона, в 1989 году перебрался в команду «Хам-Кам», выступавшую во втором норвежском дивизионе. В первом для себя сезоне в новом клубе Сольбаккен выходил на поле в 18 играх и сумел за это время трижды отличиться. Команда заняла второе место, позволявшее побороться за выход в высший дивизион, однако в двух стыковых матчах смогла набрать всего одно очко. В 1991 году Столе провёл все матчи в национальном первенстве, забив в них 14 мячей. Этот результат помог его «Хам-Каму» единолично занять первое место в таблице группы B, опередив пришедший вторым «Стринхейм» на девять очков, и напрямую подняться в Типпелигу.
В начале 1994 года подписал контракт с другим норвежским клубом — «Лиллестрёмом». В его составе дебютировал в первом туре чемпионата с «Волеренгой». Встреча завершилась со счётом 0:0. Впервые отличиться ему удалось уже в следующей игре с «Русенборгом», когда он перед перерывов сделал счёт 2:0, который команда удержать не смогла. Всего же он забил 9 мячей, чем помог команде завоевать серебряные медали и пробиться в Кубок УЕФА. В 1995 году с 13 голами он стал лучшим бомбардиром команды, а Норвежский футбольный союз признал его лучшим полузащитником страны.
В 1997 году отправился в Англию выступать за «Уимблдон». В своей дебютной игре в английской Премьер-лиге Сольбаккен забил и первый мяч, ставший его единственным на Туманном Альбионе. В добавленное время матча с «Вест Хэм Юнайтед» он провёл гол престижа. Его команда, доигрывавшая встречу в меньшинстве, уступила 1:2. Сыграв в итоге всего шесть игр, он из-за разногласий с главным тренером Джо Кинниром был продан в «Ольборг».
В датском клубе он сразу стал игроком основного состава. Первую игру в датской Суперлиге провёл 26 июля 2008 года против «Орхуса», выйдя в стартовом составе. По итогам сезона клуб занял первое место и во второй раз в своей истории стал чемпионом страны. Проведя в «Ольборге» три сезона, он за это время принял участие в 79 играх, в которых забил 13 мячей. В возрасте 32 лет он перешёл в «Копенгаген». Однако там провёл всего полгода. После случившегося 13 марта 2001 года на тренировке сердечного приступа он был вынужден завершить свою футбольную карьеру.

### В сборной
В национальную сборную Норвегии стал вызываться в 1994 году. В её составе дебютировал 9 марта в товарищеском матче с Уэльсом, выйдя на замену на 70-й минуте вместо Хьетиля Рекдаля. В течение года он ещё всего раз появился на поле во встрече отборочного этапа чемпионата Европы 1996 года со сборной Мальты. С 1995 года главный тренер сборной Эгиль Рогер Ольсен стал регулярно вызывать Сольбаккена на международные встречи. На чемпионат Европы в Англию норвежцы в итоге не поехали. Сборная заняла в квалификации третье место, пропустив вперёд команду Голландии и будущих финалистов турнира — чехов.
Новый отборочный цикл к чемпионату мира Норвегия начинала домашней игрой с Азербайджаном. Столе уже на восьмой минуте открыл счёт, а сразу же после перерыва довёл его до крупного. На 79-й минуте он уступил место Свиндалю Ларсену, а норвежцы разгромили соперника со счётом 5:0. 10 сентября 1997 года в последнем матче квалификационного раунда была повержена Швейцария. Один из пяти безответных мячей забил Сольбаккен. Норвегия уверенно заняла первое место и квалифицировалась на мировое первенство. На чемпионате мира во Франции Сольбаккен принял участие в трёх играх своей сборной, в том числе и со сборной Италии в 1/8 финала, однако отличиться так и не смог.
Отборочный турнир чемпионата Европы 2000 года в Нидерландах и Бельгии норвежская сборная начала не совсем удачно, проиграв в родных стенах со счётом 1:3 сборной Латвии. Единственный мяч в ворота гостей забил Сольбаккен. В остальных матчах сборная подобных осечек не допускала и вновь уверенно заняла первую строчку в турнирной таблице, опередив ближайшего конкурента Венгрию на восемь очков. На европейском первенстве Столе провёл всего одну встречу — заключительный матч со Словенией. Игра завершилась нулевой ничьей, которая не позволила скандинавам обойти югославов, расположившихся на втором месте. Также эта игра стала последней для Сольбаккена в футболке национальной сборной.

## Тренерская карьера
Тренерскую карьеру начинал в качестве наставника юношеской сборной Норвегии, а также работал помощником главного тренера национальной сборной Нильса Юхана Семба. Затем возглавлял норвежский «Хам-Кам», в составе которого в качестве игрока провёл 100 игр в чемпионате. В 2003 году он привёл свой клуб к победе в Первом дивизионе, а в следующем сезоне занял вместе с ним пятое место. После такого успеха Норвежский футбольный союз вручил ему награду, как лучшему тренеру страны.
В 2006 году пришёл на пост главного тренера «Копенгагена». В первые два сезона работы в датской Суперлиге он дважды приводил свою команду к чемпионству, а также один раз к победе в скандинавской Королевской лиге. В 2006 году «Копенгаген» впервые в своей истории пробился в групповой этап Лиги чемпионов, пройдя в третьем квалификационном раунде по сумме двух встреч голландский «Аякс». В группе датчане заняли последнее место, обыграв по ходу турнира шотландский «Селтик» и будущего полуфиналиста английский «Манчестер Юнайтед», уступив португальской «Бенфике» третью строчку лишь по худшей разнице забитых и пропущенных мячей.
С 2009 по 2011 годы Сольбаккен ещё трижды выигрывал золотые медали чемпионата Дании, а в 2009 году ему удался «золотой дубль». Несмотря на все успехи, он не стал продлевать свой контракт, рассчитанный до лета 2011 года. Также Норвежский футбольный союз и Сольбаккен заключили соглашение, по которому с января 2012 года Столе будет являться главным тренером сборной Норвегии, однако в случае попадания сборной на чемпионат Европы контракт начнёт действовать с лета.
В сезоне 2010/11 «Копенгаген» вновь выступал в основном турнире Лиги чемпионов, пробившись туда через квалификацию, где был пройден «Русенборг». На групповом этапе обойдя казанский «Рубин» и греческий «Панатинаикос», он занял второе место и впервые в своей истории вышел в плей-офф. На стадии 1/8 финала ему предстояло встретиться с «Челси». В первом домашнем матче датский клуб пропустил два безответных мяча от Николя Анелька, а на «Стэмфорд Бридж» сумел добыть ничью.
В мае 2011 года Сольбаккен был представлен в качестве нового главного тренера немецкого «Кёльна». Подписанное соглашение вступило в силу c 1 июля. Одно из первых решений Сольбаккена на посту было лишить капитанской повязки главной звезды клуба Лукаса Подольски. Первую игру «Кёльн» провёл 31 июля в Кубке Германии против «Виденбрюка» и одержал крупную победу.Однако сезон Бундеслиги команда начала с поражений в первых играх (0:3 дома с «Вольфсбургом» и 1:5 на выезде с «Шальке-04»). Первая победа была одержана лишь в 4-м туре в драматичной игре с «Гамбургом» (4:3). «Кёльн», находящийся в зоне вылета, в 30-м туре уступил «Майнцу» (0:4), и Сольбаккен за четыре игры до конца чемпионата был уволен.
Перед сезоном 2012/13 английский клуб «Вулверхэмптон Уондерерс», вылетевший во вторую английскую лигу, объявил, что команду возглавит Сольбаккен. После 26 сыгранных матчей в чемпионате «волки» одержали только 9 побед, находясь на 18 месте лишь в шести очках от зоны вылета. После того, как клуб пятого английского дивизиона «Лутон Таун» выбил их из розыгрыша Кубка Англии, Сольбаккен был уволен.
Сольбаккен вновь возглавил «Копенгаген» 21 августа 2013 года. Через три года ему удалось вернуть титул чемпиона Дании на «Паркен», а в 2017 году — повторить это достижение. 11 февраля клуб объявил, что продлил с ним соглашение до 2021 года.

## Достижения

### В качестве игрока
- Чемпион Дании (2): 1998/99, 2000/01
- Серебряный призёр чемпионата Норвегии (2): 1994, 1996
- Лучший полузащитник Норвегии: 1995

### В качестве тренера
- Чемпион Дании (8): 2005/06, 2006/07, 2008/09, 2009/10, 2010/11, 2015/16, 2016/17, 2018/19
- Обладатель Кубка Дании (4): 2008/09, 2014/15, 2015/16, 2016/17
- Бронзовый призёр чемпионата Дании: 2007/08
- Финалист Кубка Дании: 2006/07
- Победитель Королевской лиги: 2005/06
- Лучший футбольный тренер Норвегии: 2004
- Лучший тренер чемпионата Дании: 2006

## Матчи за сборную
| #  | Дата             | Место                                               | Соперник          | Результат | Голы | Турнир                                  |
| -- | ---------------- | --------------------------------------------------- | ----------------- | --------- | ---- | --------------------------------------- |
| 1  | 9 марта 1994     | «Ниниан Парк», Кардифф, Уэльс                       | Уэльс             | 3:1       | 0    | Товарищеский матч                       |
| 2  | 14 декабря 1994  | «Национальный», Валлетта, Мальта                    | Мальта            | 1:0       | 0    | Отборочные матчи чемпионата Европы 1996 |
| 3  | 6 февраля 1995   | «Антонис Пападопулос», Ларнака, Кипр                | Эстония           | 7:0       | 0    | Товарищеский матч                       |
| 4  | 8 февраля 1995   | «Макарио», Никосия, Кипр                            | Республика Кипр   | 2:0       | 0    | Товарищеский матч                       |
| 5  | 29 марта 1995    | «Жози Бартель», Люксембург, Люксембург              | Люксембург        | 2:0       | 0    | Отборочные матчи чемпионата Европы 1996 |
| 6  | 26 апреля 1995   | «Уллевол», Осло, Норвегия                           | Люксембург        | 5:0       | 0    | Отборочные матчи чемпионата Европы 1996 |
| 7  | 25 мая 1995      | «Уллевол», Осло, Норвегия                           | Гана              | 3:2       | 0    | Товарищеский матч                       |
| 8  | 7 июня 1995      | «Уллевол», Осло, Норвегия                           | Мальта            | 2:0       | 0    | Отборочные матчи чемпионата Европы 1996 |
| 9  | 22 июля 1995     | «Уллевол», Осло, Норвегия                           | Франция           | 0:0       | 0    | Товарищеский матч                       |
| 10 | 16 августа 1995  | «Уллевол», Осло, Норвегия                           | Чехия             | 1:1       | 0    | Отборочные матчи чемпионата Европы 1996 |
| 11 | 6 сентября 1995  | «Летна», Прага, Чехия                               | Чехия             | 0:2       | 0    | Отборочные матчи чемпионата Европы 1996 |
| 12 | 11 октября 1995  | «Уллевол», Осло, Норвегия                           | Англия            | 0:0       | 0    | Товарищеский матч                       |
| 13 | 15 ноября 1995   | «Фейеноорд», Роттердам, Нидерланды                  | Нидерланды        | 0:3       | 0    | Отборочные матчи чемпионата Европы 1996 |
| 14 | 26 ноября 1995   | «Национальный», Кингстон, Ямайка                    | Ямайка            | 1:1       | 0    | Товарищеский матч                       |
| 15 | 29 ноября 1995   | «Куинз Парк Овал», Порт-оф-Спейн, Тринидад и Тобаго | Тринидад и Тобаго | 2:3       | 0    | Товарищеский матч                       |
| 16 | 7 февраля 1996   | «Инсулар», Лас-Пальмас, Испания                     | Испания           | 0:1       | 0    | Товарищеский матч                       |
| 17 | 27 марта 1996    | «Уиндзор Парк», Белфаст, Северная Ирландия          | Северная Ирландия | 2:0       | 0    | Товарищеский матч                       |
| 18 | 24 апреля 1996   | «Уллевол», Осло, Норвегия                           | Испания           | 0:0       | 0    | Товарищеский матч                       |
| 19 | 2 июня 1996      | «Уллевол», Осло, Норвегия                           | Азербайджан       | 5:0       | 2    | Отборочные матчи чемпионата мира 1998   |
| 20 | 1 сентября 1996  | «Уллевол», Осло, Норвегия                           | Грузия            | 1:0       | 1    | Товарищеский матч                       |
| 21 | 10 ноября 1996   | «Ванкдорф», Берн, Швейцария                         | Швейцария         | 1:0       | 0    | Отборочные матчи чемпионата мира 1998   |
| 22 | 18 января 1997   | «Боб Джейн», Мельбурн, Австралия                    | Республика Корея  | 0:1       | 0    | Товарищеский матч                       |
| 23 | 22 января 1997   | «Санкорп», Брисбен, Австралия                       | Новая Зеландия    | 0:3       | 0    | Товарищеский матч                       |
| 24 | 25 января 1997   | «Сиднейский футбольный стадион», Сидней, Австралия  | Австралия         | 0:1       | 0    | Товарищеский матч                       |
| 25 | 29 марта 1997    | «Шарджа», Шарджа, ОАЭ                               | ОАЭ               | 4:1       | 1    | Товарищеский матч                       |
| 26 | 30 апреля 1997   | «Уллевол», Осло, Норвегия                           | Финляндия         | 1:1       | 0    | Отборочные матчи чемпионата мира 1998   |
| 27 | 30 мая 1997      | «Уллевол», Осло, Норвегия                           | Бразилия          | 4:2       | 0    | Товарищеский матч                       |
| 28 | 8 июня 1997      | «Уллевол», Осло, Норвегия                           | Венгрия           | 1:1       | 0    | Отборочные матчи чемпионата мира 1998   |
| 29 | 20 августа 1997  | «Олимпийский», Хельсинки, Финляндия                 | Финляндия         | 4:0       | 1    | Отборочные матчи чемпионата мира 1998   |
| 30 | 6 сентября 1997  | «Республиканский», Баку, Азербайджан                | Азербайджан       | 1:0       | 0    | Отборочные матчи чемпионата мира 1998   |
| 31 | 10 сентября 1997 | «Уллевол», Осло, Норвегия                           | Швейцария         | 5:0       | 1    | Отборочные матчи чемпионата мира 1998   |
| 32 | 8 октября 1997   | «Уллевол», Осло, Норвегия                           | Колумбия          | 0:0       | 0    | Товарищеский матч                       |
| 33 | 22 апреля 1998   | «Паркен», Копенгаген, Дания                         | Дания             | 2:0       | 0    | Товарищеский матч                       |
| 34 | 20 мая 1998      | «Бислетт», Осло, Норвегия                           | Мексика           | 5:2       | 0    | Товарищеский матч                       |
| 35 | 10 июня 1998     | «Ля Моссон», Монпелье, Франция                      | Марокко           | 2:2       | 0    | Чемпионат мира 1998                     |
| 36 | 16 июня 1998     | «Парк Лескюр», Бордо, Франция                       | Шотландия         | 1:1       | 0    | Чемпионат мира 1998                     |
| 37 | 27 июня 1998     | «Велодром», Марсель, Франция                        | Италия            | 0:1       | 0    | Чемпионат мира 1998                     |
| 38 | 19 августа 1998  | «Уллевол», Осло, Норвегия                           | Румыния           | 0:0       | 0    | Товарищеский матч                       |
| 39 | 6 сентября 1998  | «Уллевол», Осло, Норвегия                           | Латвия            | 1:3       | 1    | Отборочные матчи чемпионата Европы 2000 |
| 40 | 10 октября 1998  | «Бежиград», Любляна, Словения                       | Словения          | 2:1       | 0    | Отборочные матчи чемпионата Европы 2000 |
| 41 | 14 октября 1998  | «Уллевол», Осло, Норвегия                           | Албания           | 2:2       | 0    | Отборочные матчи чемпионата Европы 2000 |
| 42 | 18 ноября 1998   | «Каирский международный стадион», Каир, Египет      | Египет            | 1:1       | 0    | Товарищеский матч                       |
| 43 | 22 января 1999   | «Умм-эль-Фахм», Умм-эль-Фахм, Израиль               | Израиль           | 3:3       | 1    | Товарищеский матч                       |
| 44 | 10 февраля 1999  | «Арена Гарибальди», Пиза, Италия                    | Италия            | 0:0       | 0    | Товарищеский матч                       |
| 45 | 27 марта 1999    | «Олимпийский», Афины, Греция                        | Греция            | 2:0       | 0    | Отборочные матчи чемпионата Европы 2000 |
| 46 | 28 апреля 1999   | «им. Бориса Пайчадзе», Тбилиси, Грузия              | Грузия            | 4:1       | 0    | Отборочные матчи чемпионата Европы 2000 |
| 47 | 20 мая 1999      | «Уллевол», Осло, Норвегия                           | Грузия            | 1:0       | 0    | Отборочные матчи чемпионата Европы 2000 |
| 48 | 20 мая 1999      | «Кемаль Стафа», Тирана, Албания                     | Албания           | 2:1       | 0    | Отборочные матчи чемпионата Европы 2000 |
| 49 | 9 октября 1999   | «Даугава», Рига, Латвия                             | Латвия            | 2:1       | 0    | Отборочные матчи чемпионата Европы 2000 |
| 50 | 14 ноября 1999   | «Уллевол», Осло, Норвегия                           | Германия          | 0:1       | 0    | Товарищеский матч                       |
| 51 | 31 января 2000   | «Ла-Манга», Ла-Манга, Испания                       | Исландия          | 0:0       | 0    | Товарищеский матч                       |
| 52 | 2 февраля 2000   | «Ла-Манга», Ла-Манга, Испания                       | Дания             | 4:2       | 0    | Товарищеский матч                       |
| 53 | 4 февраля 2000   | «Ла-Манга», Ла-Манга, Испания                       | Швеция            | 1:1       | 0    | Товарищеский матч                       |
| 54 | 23 февраля 2000  | «Али Сами Ен», Стамбул, Турция                      | Турция            | 2:0       | 0    | Товарищеский матч                       |
| 55 | 29 марта 2000    | «Стадио Корнаредо», Лугано, Швейцария               | Швейцария         | 2:2       | 1    | Товарищеский матч                       |
| 56 | 26 апреля 2000   | «Уллевол», Осло, Норвегия                           | Бельгия           | 2:0       | 0    | Товарищеский матч                       |
| 57 | 27 мая 2000      | «Уллевол», Осло, Норвегия                           | Словакия          | 2:0       | 0    | Товарищеский матч                       |
| 58 | 21 июня 2000     | «Гелредом», Арнем, Нидерланды                       | Словения          | 0:0       | 0    | Чемпионат Европы 2000                   |

## Личная жизнь
13 марта 2001 года во время тренировки «Копенгагена» перед матчем с «Манчестер Юнайтед» у Сольбаккена случился сердечный приступ. Прибывшие врачи диагностировали клиническую смерть. В карете скорой помощи по пути в больницу его привели в чувство. Медицинское обследование выявило у Столе врождённый порок сердца, не обнаруженный ранее. Ему был установлен кардиостимулятор, что не позволило ему продолжить карьеру игрока.